# 중세 한국어
중세 한국어(한국 한자: 中世韓國語)는 남북국 시대 이후 고대 한국어의 중앙어가 경주말에서 개성말로 옮겨간 10세기에서 16세기 사이 한반도에서 쓰였던 한국어를 말한다.

## 개요
중세 한국어는 한국어의 역사 가운데 10세기에서 16세기 사이에 해당하는 말을 가리킨다. 한국의 역사 구분으로는 고려시대와 조선시대 일부에 해당하는 시기이며, 언어 내적인 시대 구분에서 고대 한국어와 근대 한국어를 잇는 구실을 하는 시기가 된다.
이 시기는 훈민정음이 반포되면서 한국어에 잘 맞는 표음문자로된 표기가 시작된 시기이기도 하다. 따라서 한국어사 연구에서 중요한 자료가 아주 풍부한 시기였으며, 활발한 연구가 이루어지고 있다. 또 이 시기에 고려의 건국과 더불어 중앙어가 중부 방언으로 이동하면서 이전까지 동남 방언이 중심어였던 시기와는 다른 양상의 언어사가 펼쳐지게 된다.

## 시대 구분
이기문의 분류에 따르면, 중세 한국어는 고려가 건국되면서 언어의 중심이 경주말에서 개성말로 바뀌는 시점을 그 시작으로 잡는다. 개성말은 옛 남북국시대의 북부 방언이며, 고구려의 옛땅으로 고대 한국어의 중심이었던 경주말과 다른 부분이 많기 때문에 당시 한국어에 많은 변화가 있었던 것으로 보아야 하기 때문이다.
그 뒤 한국어는 조선의 건국으로 개성 인근의 한양으로 언어의 중심이 옮겨진 사건과 훈민정음의 되고 아래아가 없어지면서 음운체계가 크게 바뀌어 새로운 근대 한국어의 시기가 열리게 된다. 이 때까지의 시기를 중세 한국어로 본다.
한편 중세 한국어의 내부는 전기와 후기의 두 시기로 나뉘는데, 그 구분이 되는 시기는 한국어 음운체계에서 중요한 변화로 손꼽히는 모음추이의 발생 시점이다. 모음추이에 따라 그 시기를 둘로 나누게 되면 전기 중세 한국어가 끝나고 후기 중세 한국어가 시작되는 시기는 14세기 말인 조선 건국 즈음이 된다. 다만 조선 건국이라는 언어 외적 역사는 같은 중부 지방에서 도읍이 정해졌으므로 언어사의 구분에는 큰 영향을 끼치지 않았다.
그런데 일부(김동소, 2005)는 13세기를 중세 한국어의 시작점으로 잡기도 한다. 13세기 끝무렵에 한국어는 자음 체계의 큰 변화와 부분적 모음추이를 겪게 되기 때문이다. 이러한 구분에 따르면 중세 한국어는 18세기까지 이어지며, 18세기 초반에 몇몇 모음이 비음운화되고, 이중모음이 단모음화 되거나 원순모음화, 구개음화, 전설모음화와 같은 언어 체계상 큰 변화를 겪어 새로운 근대 한국어의 시기로 넘어가게 된다.

## 문법

### 조사
| 이          | 자음으로 끝나는 체언 뒤                | 어린 百姓이 (어리석은 백성이)                                                             |
| ㅣ          | 'ㅣ' 모음 이외의 모음으로 끝난 체언 뒤 | 부톄 마조 나아 마ᄌᆞ샤 (부처가 마주 나와 맞으시니) 孔子ㅣ ᄆᆞᅀᆞᆯᄒᆡ 겨셔 (공자가 마을에 계셔) |
| ∅(없음)     | 'ㅣ'모음으로 끝난 체언 뒤              | 불휘 기픈 남ᄀᆞᆫ (뿌리 깊은 나무는)                                                         |
| 목적격 조사 |                                        |                                                                                           |
| ᄋᆞᆯ          | 양성 모음에 자음으로 끝나는 체언 뒤    | 門ᄋᆞᆯ 다 ᄌᆞᄆᆞ고 (문을 다 잠그고)                                                           |
| 을          | 음성 모음에 자음으로 끝나는 체언 뒤    | 王業을 여르시니 (왕업을 여시니)                                                           |
| ᄅᆞᆯ          | 양성 모음으로 끝나는 체언 뒤           | 아ᄌᆞ마니ᄆᆞᆫ 大愛道ᄅᆞᆯ 니르시니 (아주머니는 대애도를 이르시니)                               |
| 를          | 음성 모음으로 끝나는 체언 뒤           | 어드ᄫᅳᆫ 길헤 업던 번게를 하ᄂᆞᆯ히 ᄇᆞᆯ기시니 (어두운 길에 없던 번개를 하늘이 밝히시니)         |
| 관형격 조사 |                                        |                                                                                           |
| ㅅ          | 무정명사                               | 나랏 말ᄊᆞ미 中國에 달아 (나라의 말이 중국과 달라)                                         |
| ㅅ          | 유정명사를 높여 이름                   | 님그ᇝ ᄆᆞᅀᆞᄆᆡ 邪ᄒᆞ며 (임금의 마음이 사하며)                                                 |
| ᄋᆡ          | 양성 모음의 유정명사                   | ᄯᅩ 衆生ᄋᆡ 소ᄂᆞᆯ 자바 (또 짐승의 손을 잡아)                                                 |
| 의          | 음성 모음의 유정명사                   | 官員의 겨집 ᄃᆞ외요미ᅀᅡ (관원의 아내가 되는 것이야)                                        |

## 표기
중세 국어 시기에는 표기법상 큰 변화가 일어났다. 이전 시기 국어 표기에는 주로 향찰, 이두 따위의 차자표기 방식이 사용되어 그 음가를 정확히 알기 어려웠다. 하지만 15세기 훈민정음이 발명되어 일반 언중 사이에 널리 쓰이면서 문자 사용 인구가 늘었고, 회화와 문자가 적으나마 일치하게 되었다.

### 받침의 표기
중세 국어 시기에는 표기법상 큰 변화가 일어났다. 이전 시기 국어 표기에는 주로 향찰, 이두 따위의 차자표기 방식이 사용되어 그 음가를 정확히 알기 어려웠다. 하지만 15세기 훈민정음이 발명되어 일반 언중 사이에 널리 쓰이면서 문자 사용 인구가 늘었고, 회화와 문자가 적으나마 일치하게 되었다.
중세 국어의 받침 표기는 종성부용초성(終聲復用初聲)의 대원칙에 기반을 두었다. 이는 받침 자모를 새로 만들지 아니하고, 똑같은 형태의 글자를 사용한다는 의미이다. 표기는 기본적으로 표음주의를 따랐기 때문에, 당시에 음가가 구분되었던 받침 'ㄷ'과 받침 ‘ㅅ’을 포함하여 ㄱ, ㄴ, ㄷ, ㄹ, ㅁ, ㅂ, ㅅ, ㅇ의 8개 팔종성법이 쓰였다.

## 음운
당시의 음운은 현대 한국어의 음운 체계로 변화하고 있는 것과 그렇지 않은 것 등, 여러 특징이 고루 나타난다. 그 대표적인 사례는 이전까지 독립된 음운으로 기능하지 못했던 된소리 계열이 등장한 것과 지금과는 다른 몇 가지 자음이 보인다는 것이다.

### 성조의 사용
중세 국어 시기에는 성조가 운소로서 기능하였다. 훈민정음에서는 성조를 방점으로 표기하였다. 방점은 글자 왼편에 위치하였다.
예) 어〯엿비〮너겨〮 (어여삐 여겨/현대어 뜻으로는 불쌍히 여겨)
학자들은 16세기 중반 문헌까지는 방점 표기가 규칙적으로 쓰인 반면, 그 이후 표기가 혼란스러워지는 것을 근거로 중앙어의 성조가 중세 국어 시기 말엽에 소멸한 것으로 추정한다.

### 된소리 계열의 등장
전기 중세 한국어의 시기에 이르면 고대 한국어에는 없었던 된소리 계열의 음운이 생겨나게 된다. 이 시기 된소리 계열의 자음을 확인해 주는 결정적 자료는 아직 나와 있지 않지만, 고대 한국어의 자료와 후기 중세 한국어의 자료의 비교는 된소리 계열의 음운이 전기 중세 한국어의 시기에 나타났음을 짐작해 볼 수 있게 한다.
우선 된소리가 변별적 음운으로 기능하지는 않았을지라도, 현실음에 등장한 것은 고대 한국어 시기 이전이 아니었을까 한다. 구결로 표기된 속격조사 ㅅ이나 동 어떤 요인에 의해 말머리에 쓰이게 되면서 변별적 기능을 하게 되었는지는 알 수 없지만 하여튼 이 시기 이후 점차 변별적명사 어미 ㄹ의 뒤에 오는 단어의 첫소리 ㅂ, ㄷ, ㅅ, ㅈ, ㄱ 등이 된소리로 발음되었을 것으로 예측되기 때문이다. 이 된소리가 기능을 하게 되었고, 전기 중세 한국어의 시기에 이르러 독립된 음운으로 존재하게 된 것이다.
따라서 중세 한국어의 시기에 이르러 고대 한국어에서 예사 - 거센소리의 두 계열로 구분되었던 것이 예사 - 거센 - 된소리의 세 계열로 구분되면서 한국어의 초성 체계가 세 갈래로 변별되게 된 것으로 생각해 볼 수 있다.

### 몇 가지 자음과 모음
이 시기의 자음 체계는 현대 한국어와 다른 모습이 몇 가지 눈에 띈다. 이는 후기 중세 한국어의 시기에 훈민정음이 반포되면서 훈민정음으로 표기된 체계적 언어 자료를 통해 확인할 수 있다. 현대 한국어와는 다른 자음은 다음과 같다.
- ㆁ(옛이응 )은 《훈민정음》에 따르면 ㄱ, ㅋ과 함께 아음(어금닛소리)의 불청불탁음으로 되어 있다. 이는 현대 한국어의 끝소리 ㅇ과 같은 [ŋ]음을 냈다. 현대 한국어와 같이 단어의 첫머리에는 올 수 없는 글자였지만, 초성에도 사용되었다는 점이 현대 한국어와는 다른 특징으로 들 수 있다. 또한 어중의 옛이응은 현대 한국어의 ㅇㅇ 형태로 남아있다. 예) 상어, 붕어, 잉어 등

- ㆆ(여린히읗)은 중세 한국어 시기인 1465년, 원각경언해부터 사용되지 않기 시작한 자음이다. 성문 파열음을 나타냈다고 추정한다. 다양한 방식으로 쓰였는데, 주로 고유어보다는 한자어의 정립을 위해 사용된 자음이었다. 고유어에서는 관형사형 어미 -ㄹ 다음에 나오는 자음을 된소리로 발음하라는 기호로 쓰였으며 한자어에서는 동국정운식 한자음의 영모(影母)자 표기를 위해, 이영보래[3]를 위해 썼다.

- ㅿ(반시옷 )은 동국정운의 일모(日母)자 표기하기 위해 사용되었던 것으로 추측된다. 현대 한국어에서는 해당 음가가 사라져 무음(ㅇ)으로 발음하나, 방언에는 ㅅ의 형태로 존재한다.

- ㅸ(순경음 비읍)은 무성 양순 마찰음을 표기하기 위해 사용되었던 것으로 추측된다.

- ㆄ(순경음 피읖 )은 무성 유기음인 양순 마찰음을 표기하기 위해 사용되었던 것으로 추측된다. 참고로 중세 한국어 시기에는 ㅍ이 무성 양순 파열음이었다.